# Chapelle Saint-Second de Besné
La chapelle Saint-Second (ou Saint-Secondel) est un édifice religieux catholique situé à Besné dans le département de la Loire-Atlantique en France.

## Description
La chapelle est située à la limite de l'espace urbain de Besné, en Loire-Atlantique, en bordure d'un bois. Il s'agit d'un petit édifice simple à plan rectangulaire terminé par un chevet polygonal, à nef unique. Un petit clocher surmonte le portail.
Une croix de chemin est érigée à proximité, ainsi que, sous les arbres, un enclos abritant un monument dédié à saint Second. Les rochers granitiques bordant le site sont marqués de symboles cruciformes et d'une trentaine de cupules,. Une fontaine, également dédiée au saint, est située à 200 m au sud.

## Historique
Le site de la chapelle aurait fait l'objet d'un usage religieux dès l'âge du bronze. Une première chapelle est édifiée sur le site avant le XVIIe siècle, époque à laquelle l'édifice actuel est construit. L'enclos comportant une statue de saint Second est érigé entre 1854 et 1857 ; le monument surmontant la fontaine est réparé en 1857.
La chapelle est dédiée à Second (ou Secondel), saint catholique qui aurait contribué à l'évangélisation de la région nantaise durant le VIe siècle avec Friard d'Indret. Il est possible que Second a édifié une cabane sur l'une des émergences granitiques du site ; l'un des rochers, fortement gravé de cupules, faisait encore l'objet d'une dévotion populaire jusqu'au début du XXe siècle.